# Carl-Schurz-Haus

Logo des Freiburger Carl-Schurz-Hauses seit 2010.

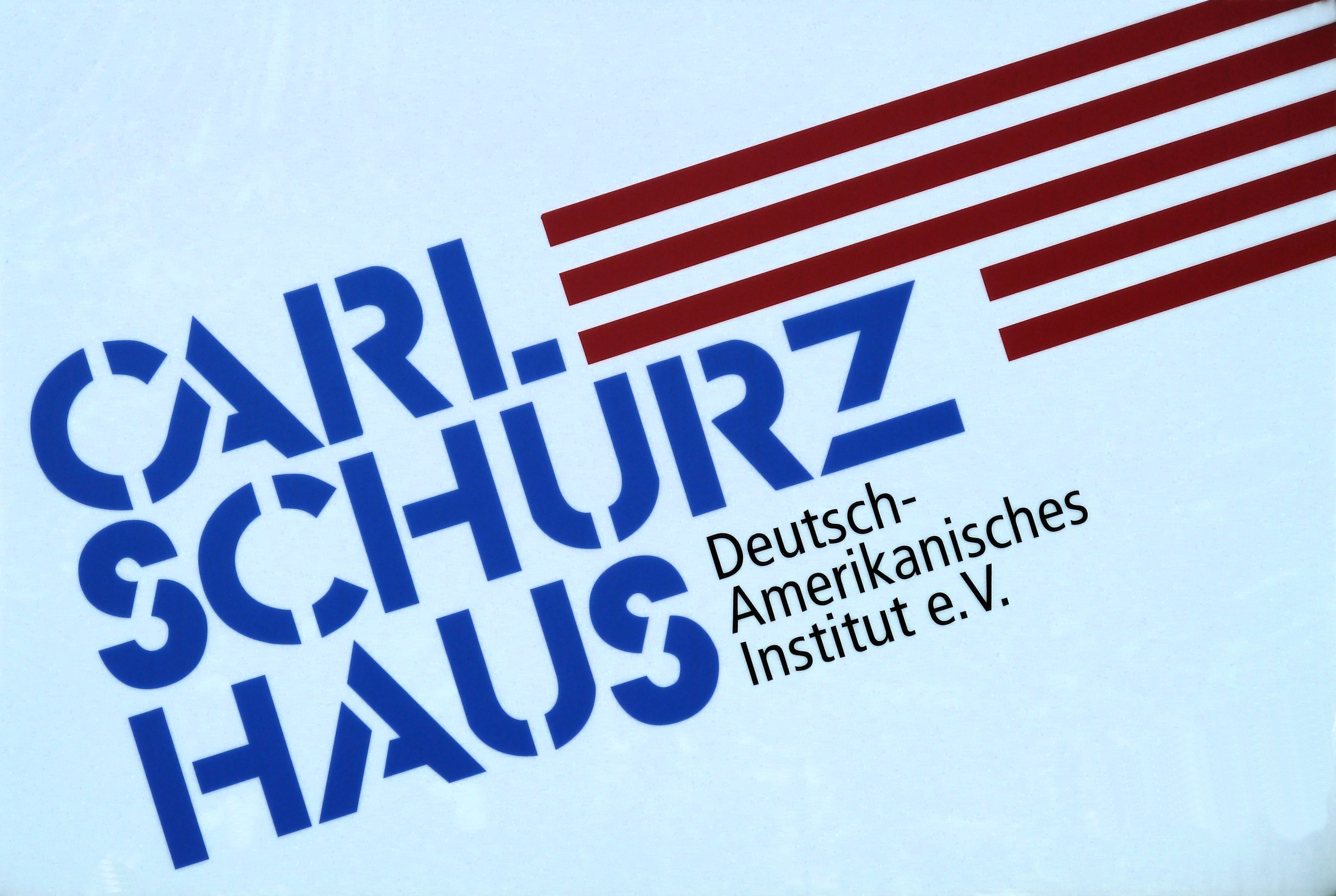
Logo des Freiburger Carl-Schurz-Hauses bis 2010.

Das Carl-Schurz-Haus oder auch Deutsch-Amerikanisches Institut wurde 1952 als Amerika-Haus in Freiburg im Breisgau gegründet und ist seit den 1960er Jahren ein binationales kulturelles Zentrum. Es bietet im Jahr rund 250 Veranstaltungen (Vorträge, Ausstellungen, Workshops und Lesungen) zu transatlantischen Themen an, bei denen am gesellschaftlichen Austausch Interessierte mit amerikanischen und deutschen Fachleuten und Künstlern ins Gespräch kommen. Neben Konzerten und englischsprachigen Filmreihen, einer Amerika-Bibliothek mit mehr als 20.000 Titeln sowie Schüler- und Studienberatung für Aufenthalte in den Vereinigten Staaten veranstaltet das Institut vielfältige Englischkurse für Kinder, Jugendliche und Erwachsene, in denen Muttersprachler unterrichten. Im Carl-Schurz-Haus haben die Freiburg-Madison-Gesellschaft, ein Verein zur Förderung der Beziehungen mit Freiburgs Partnerstadt Madison in den USA und die German American Business Community in Baden ebenso ihre Anlaufstelle wie ein Quilt-Club, die Schreibwerkstatt Freiburg Writers' Group und der Squaredance-Club Dreisam Swingers. Der Förderverein des Instituts zählte Ende 2016 etwa 1.660 Mitglieder. Direktorin des Carl-Schurz-Hauses ist seit 2010 Friederike Schulte, den Vorstandsvorsitz hat der Rechtsanwalt Gerhard Manz inne.

## Geschichte
Am 17. Oktober 1952 wurde das Freiburger Amerika-Haus am Goetheplatz 2 als Informationszentrum des USIA (United States Information Agency), das anfänglich auch als Außenstelle des US-Generalkonsulats in Stuttgart diente, gegründet. Drei Jahre später zog das Haus ins Stadtzentrum, in die Bertoldstraße 8. Durch einen Besitzerwechsel des Gebäudes musste für das Amerika-Haus bis Juni 1965 ein neuer Standort gefunden werden. Als 1964 Pläne, das Institut im wiederaufgebauten Kornhaus unterzubringen, fehlgeschlagen waren, fand das Amerika-Haus anschließend in der Kaiser-Joseph-Straße 266 neue Räumlichkeiten auf mehreren Etagen. Nachdem Programmabteilung und Verwaltung 1965 eingezogen waren, wurden im Mai 1966 auch Bibliothek und Vortragssaal für die Öffentlichkeit an der neuen Adresse des Instituts zugänglich.
Sparmaßnahmen der US-Regierung führten 1962 zur Umwandlung in ein binationales Institut, um das Haus wirtschaftlich abzusichern. Der US Information Service (USIS), die Bundesregierung, das Land Baden-Württemberg und die Stadt Freiburg beteiligten sich an den Kosten. Der Förderverein Freiburger Amerika-Haus e. V. wurde im selben Zug gegründet. 1969 wurde der Name des Vereins auf Vorschlag von Vorstand und Verwaltungsrat in „Carl-Schurz-Haus/Deutsch-Amerikanisches Institut e. V.“ geändert. Anlass war der 140. Geburtstag von Carl Schurz. Die Namensänderung wurde im März 1969 mit einem Festvortrag über Carl Schurz gefeiert. Anlässlich des 150. Geburtstags des Namenspaten informierte eine Ausstellung über das bewegte Leben des Revolutionärs, Auswanderers und US-Innenministers.

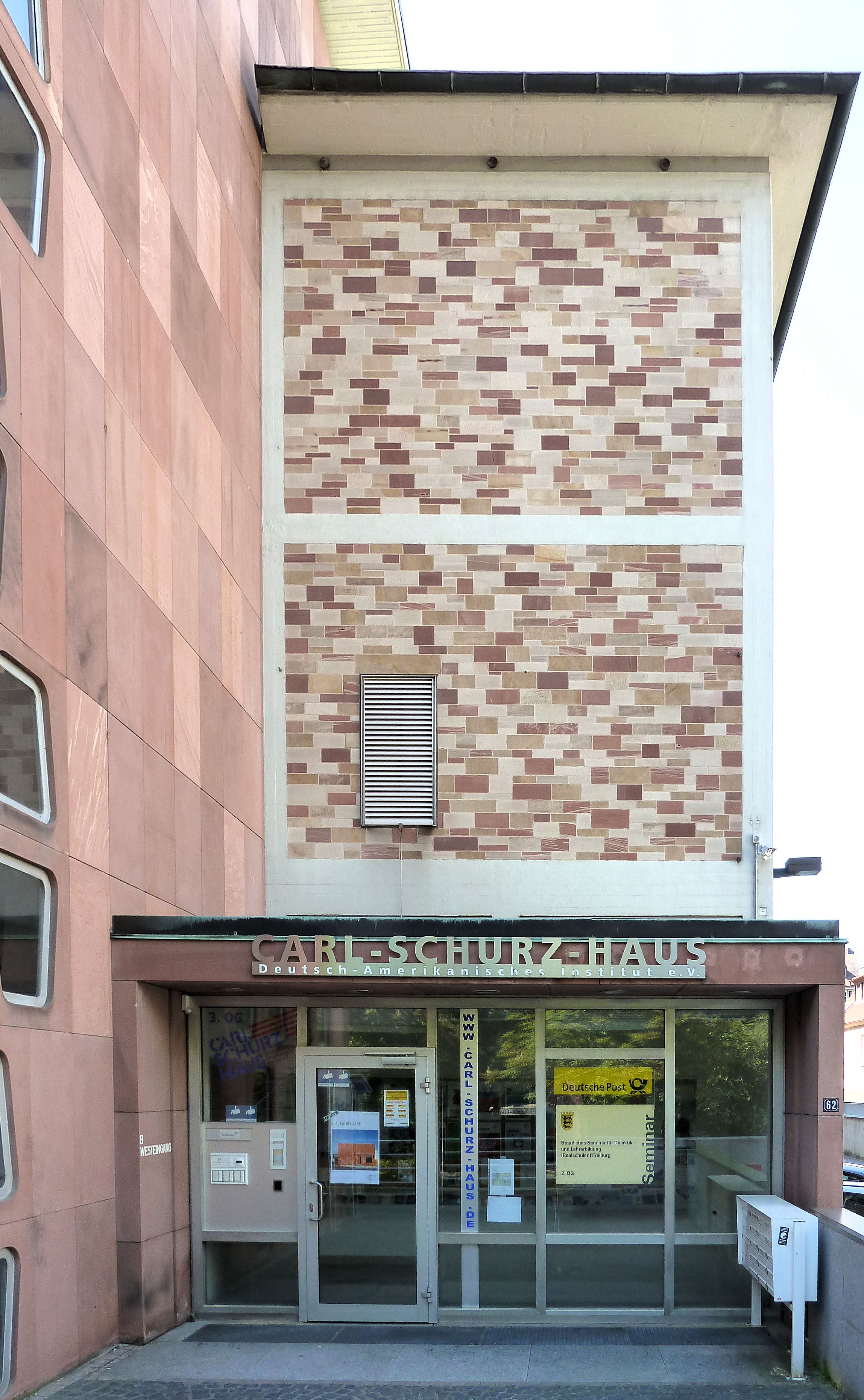
Eingang zum Carl-Schurz-Haus in der Eisenbahnstraße in Freiburg

1985 gab es Probleme mit der Finanzierung, als der USIS die Einstellung seines Anteils wegen Haushaltskürzungen ankündigte. Die anderen Vereinsträger übernahmen den fehlenden Zuschuss und sicherten so den Fortbestand. Eine Folge dieser grundlegenden Neuorganisation war, dass das Carl-Schurz Haus erstmals unter deutscher Leitung stand. Seit Gründung der Städtepartnerschaft mit Madison (Wisconsin) 1988 ist das Institut Sitz der Freiburg-Madison Gesellschaft.
1993 wurden durch eine Satzungsänderung Verwaltungsrat und Vorstand zusammengeführt und ab August amtierte Eva Manske als Direktorin des Carl-Schurz-Hauses. 2006 zog das Amerika-Haus erneut um und eröffnete am 28. Januar an seinem jetzigen Standort in der Eisenbahnstraße 58–62. Im Oktober 2008 wurde Christine Gerhardt Direktorin, die jedoch nach zwei Jahren im Amt eine Professur für Amerikanistik an der Universität Bayreuth annahm. Im Oktober 2010 übernahm die Amerikanistin Friederike Schulte als Direktorin die Leitung des Carl-Schurz-Hauses.

## Sprachkurse
Seit 1975 richtet das Institut Englisch-Sprachkurse aus, die alle ausschließlich von Muttersprachlern unterrichtet werden. Inzwischen reicht das Angebot von klassischen Konversationskursen sowie Einzel- und Firmenkursen über die Abnahme von Tests und Zertifikaten bis hin zu Kursen in interkultureller Kompetenz. Im Herbst 2000 kam ein eigenes Kursprogramm für Kinder und Jugendliche dazu, das den Englisch-Schulunterricht ergänzt. Seit 2006 finden in diesem Rahmen mit den Academies dreimal im Jahr von Erlebnispädagogik inspirierte Feriencamps mit Intensivkursen für Schüler statt. Oberbürgermeister Dieter Salomon übernahm die Schirmherrschaft für die 2014 eingeführte Green Academy, die Spracherwerb mit Schärfung des ökologischen Bewusstseins verbindet. Seit dem 60. Jubiläum des Instituts 2012 lernen Jugendliche im englischsprachigen Buchclub Book Stars die Auseinandersetzung mit aktueller Literatur. Authentische interkulturelle Begegnungen mit Muttersprachlern und Studierenden aus den USA an Schulen in der Region vermittelt das Programm Inside America am Carl-Schurz-Haus, das den Austausch zwischen deutschen Schülern und Amerikanern mittels interaktiven Unterrichtsbesuchen ermöglicht.

## Bibliothek
Die Amerika-Bibliothek des Carl-Schurz-Hauses ist eine öffentliche Leihbücherei mit einem umfassenden Angebot an mehr als 20.000 ausleihbaren Medien. Bücher und E-Books, Filme auf DVD und Hörspiele, zwei Tageszeitungen und über 50 abonnierte Zeitschriften stehen den Inhabern eines Bibliotheksausweises zur Verfügung. Zudem bietet die Leihbücherei vor Ort einen Computer-Arbeitsplatz mit Internetzugang sowie ein iPad für Online-Recherchen ihrer Nutzer an.

## Beratungsangebote
Das Carl-Schurz-Haus ist ein EducationUSA-Beratungszentrum. EducationUSA-Zentren werden vom Außenministerium der USA gesponsert und bieten unabhängige Informationen zu Austauschmöglichkeiten in den USA. Eine Vielzahl von Fragen zum Auslandsaufenthalt im englischen Sprachraum werden in Einzelgesprächen und in öffentlichen Vorträgen geklärt: Darunter fallen die Organisation von Studium, Schüleraustausch, Sprachreisen, Work & Travel oder auch AuPair-Aufenthalten.

## Special Events
Seit der US-Präsidentschaftswahl 2000 richtet das Carl-Schurz-Haus alle vier Jahre gemeinsam mit der Landeszentrale für politische Bildung und weiteren Partnern in der Wahlnacht eine Freiburger Election Night Party mit Live-Übertragungen, Kurzvorträgen und Kommentar, Unterhaltungsprogramm und Verpflegung aus, die die größte und meistbesuchte Veranstaltung dieser Art im Südwesten ist. Seit 2001 findet jährlich zum Unabhängigkeitstag der USA eine Independence Day Party mit zahlreichen Partner-Institutionen im Biergarten der Brauerei Ganter statt, oft mit hohem Besuch vom Amerikanischen Generalkonsulat Frankfurt.

## Ausgewählte Veranstaltungen
- 1968 Leslie A. Fiedler, amerikanischer Literaturwissenschaftler, „Close The Gap, Cross The Border: The Case For Post-Modernism“
- 1988 Ishmael Reed, US-amerikanischer Schriftsteller, Lesung
- 1993 Kate Millett, Feministin, „Entmenschlicht. Versuch über die Praktiken der Psychiatrie“
- 1993 George McGovern, ehemaliger US-Senator und Präsidentschaftskandidat, „Beyond the Cold War: America and the New Global Challenge“
- 1997 Carl Djerassi, Nobelpreisträger, Chemiker und Autor, „Von der Pille zur Feder“
- 1998 Chaim Potok, Autor und Rabbiner, „The Gates of November“ / „Novembernächte“
- 2002 Michael Ballhaus, Kameramann, Buch- und Filmpräsentation, Podiumsdiskussion
- 2005 Avi Primor, israelischer Diplomat und Botschafter in Deutschland (1993.1999), Vortrag, „Terror als Vorwand“
- 2006 Joseph E. Stiglitz, Nobelpreisträger und Wirtschaftswissenschaftler, Vortrag, „Making Globalization Work: Über die Chance der Globalisierung“
- 2009 Walter Pincus, Journalist der Washington Post, Vortrag, „What Has Happened to the American Press?“
- 2009 Claus Kleber, ZDF-Moderator und Journalist, Vortrag, „Krieg und Medien in den USA“[6]
- 2010 Jeremy Rifkin, US-amerikanischer Ökonom, Autor, Vortrag, „The Empathic Civilization. The Race To Global Consciousness In A World Of Crisis“
- 2011 Dieter Salomon und Uwe Brandis, Symposium, "Machbare Visionen für eine lebenswerte Stadt der Zukunft”[7]
- 2012 T.C. Boyle, Autor, Lesung, „When The Killing‘s Done“
- 2013 Louis Begley, Autor, Lesung, „Erinnerungen an eine Ehe“
- 2013 Adam Johnson, Autor und Pulitzerpreis-Gewinner, Lesung, „The Orphan Master's Son“
- 2014 Tanja Hollander, Fotografin, Ausstellung und Vortrag, „Are You Really My Friend?“[8]
- 2015 Susan Neiman, Philosophin und Direktorin des Einstein-Forums, Lesung und Gespräch, „Why Grow Up?“[9]
- 2015 Teju Cole, Autor und Fotograf, Lesung, „Every Day Is For The Thief“[10]
- 2015 Gary Shteyngart, Autor, Lesung, „Little Failure“
- 2016 Uwe Timm, Autor, Vortrag und Gespräch, „Carl Schurz: Lebenserinnerungen“
- 2016 John Gerosa, Sales Director von Google Deutschland, Anke Domscheit-Berg, Publizistin, u. a., Thementag, My Digital Revolution[11]
- 2016 Joseph E. Stiglitz, Nobelpreisträger und Wirtschaftswissenschaftler, Vortrag, „Europa spart sich kaputt“[12]
- 2016 John Kornblum, ehemaliger US-Botschafter in Berlin und Sachbuchautor, Vortrag, „Eurocalypse Now?“[13]
- 2017 Hanya Yanagihara, Autorin und Herausgeberin des Style-Magazins der New York Times, Lesung, „A Little Life“[14]